# TF1
Télévision française 1, známější pod zkratkou TF1, je první a nejstarší francouzský televizní kanál. Vznikl dne 1. ledna 1975 po zániku Kanceláře pro francouzské rádiové a televizní vysílání (Office de radiodiffusion télévision française). Televize začala vysílat dne 6. ledna 1975.
Pokusy o privatizaci proběhly již v roce 1986 a je toho dosaženo dne 15. dubna 1987, kdy kanál ztratí svůj status národní televize, aby se stal společností s ručením omezeným, jehož hlavním akcionářem je skupina Bouygues s 43,6 procenty. Od roku 1992 je hlavní sídlo televize situováno v Boulogne-Billancourt. Od května 2007 je výkonným ředitelem Nonce Paolini, který nahradil ve funkci Patricka Le Laye.

## Osobnosti spojené s TF1

### Působící pracovníci
- Nikos Aliagas (2001—)
- Julien Arnaud (2006—)
- Arthur (1992-1993 / 1996—)
- Alexandre Devoise (2014—)
- Christophe Beaugrand (2009—)
- Laurence Boccolini (2001-2007 / 2008—)
- Gilles Bouleau (2011—)
- Jean-Pierre Pernaut (1975-1982 / 1985-1986 / 1987 / 1988—)
- Louis Bodin (2010—)
- Laurent Ournac (2015—)
- Denis Brogniart (1999—)
- Frédéric Calenge (2008—)
- Claire Chazal (1991—)
- Laurie Cholewa (2015—)
- Audrey Crespo-Mara (2015—)
- Emma Cubaynes (2014—)
- Christophe Dechavanne ( 1987-1996/1999—)
- Anne-Claire Coudray (2000—)
- Patrice Carmouze (1987—)
- Vincent Cerutti (2011—)
- Estelle Denis (2004 / 2012—)
- Évelyne Dhéliat (1992—)
- Marc-Emmanuel Dufour (2009—)
- Elsa Fayer (2002-2003 / 2010—)
- Karine Ferri (2012—)
- Michel Field (1997-1999 / 2008—)
- Jean-Pierre Foucault (1980 / 1987—)
- Christian Jeanpierre  (2010—)
- Marion Jollès Grosjean (2005—)
- Jacques Legros (1997—)
- Catherine Laborde (1989—)
- Vincent Lagaf' (1996-2004/2005-2006/ 2009—)
- Adrien Lemaître (2007—)
- Bixente Lizarazu (2009—)
- Marine Lorphelin (2015—)
- Magali Lunel (2008—)
- Laurent Mariotte ( 1998-1999/2002-2005/2008-2009/2011—)
- Marie-Ange Nardi (2008—)
- Sandrine Quétier (2004—)
- Jean-Luc Reichmann (2001—)
- Harry Roselmack (2006—)
- Carole Rousseau (1997—)
- Victoria Silvstedt (2006—)
- Alexandra Sublet (2003-2004 / 2015—)
- Julie Taton (2013—)
- Gérard Vives (2009—)

### Bývalí pracovníci
- Thierry Ardisson (1985-1986)
- Marie-Laure Augry (1988-1991)
- Alexandre Baloud (1992-1994)
- Anthony Kavanagh (2001-2006)
- Anne-Sophie Lapix (2006-2008)
- Pascal Bataille (1997-2006)
- Hubert Auriol (2001)
- Valérie Bègue (2012)
- Pierre Bellemare (1980-1983/1987-1994)
- Valérie Bénaïm (1997-2004)
- Stéphane Bern (1997-2003)
- Igor et Grichka Bogdanoff (1979-1987/ 1989-1990)
- Philippe Bouvard (1991-1997)
- Pascal Brunner (1998-1999)
- Laurent Cabrol (1992-2008)
- Michel Cardoze (1987-1991)
- Benjamin Castaldi (1999-2000/2006-2014)
- Sébastien Cauet (2003-2010)
- Olivier Chiabodo (1993-1997)
- Stéphane Collaro (1982-1987/1988-1990)
- Soizic Corne (1976-1987)
- Julien Courbet (1993-2008)
- Alexandre Debanne (1987/1990-1998)
- Alexandre Delpérier (1995-2000)
- Dorothée (1975-1976/1987-1997)
- Guillaume Durand (1992-1997)
- Michel Drucker (1975-1982/1990-1994)
- Isabelle Duhamel (1984-1986)
- Fabienne Égal (1985-1993)
- Denise Fabre (1976-1978)
- Fabrice  (1995-2000)
- François Fandeux (1989-1995)
- Sophie Favier (1988-2011)
- Laurence Ferrari (2001-2006/2008-2012)
- Flavie Flament (2000-2009)
- Sébastien Folin (2001-2009)
- Laurent Fontaine (1997-2006)
- Emmanuelle Gaume (1997-2000)
- Thierry Gilardi (2005-2008)
- Danièle Gilbert (1975-1982)
- Alain Gillot-Pétré (1987-1999)
- Nicolas Hulot (1980-1983/1987-2012)
- Frédéric Joly (1994-1996/1998-2002)
- Jean-Luc Lahaye (1987-1988)
- Catherine Langeais (1975-1989)
- Jean-Michel Larqué (1984-2010)
- Évelyne Leclercq (1985-1993)
- Daniela Lumbroso (1997-2001)
- Guy Lux (1975-1976/1986-1991)
- Jacques Martin  (1975-1976)
- Patrick Meney  (1992-1997)
- Frédéric Mitterrand (1981-1988)
- Bernard Montiel (1987-2003)
- Jean-Marc Morandini (1993-1997)
- Christian Morin (1981-1982/1987-1993/1999-2000)
- Nagui  (1989-1990/1996-1998)
- Vincent Perrot (1997-2002)
- Claude Pierrard (1978-1987)
- Patrick Poivre d'Arvor (1986-2008)
- Michel Polac (1981-1987)
- Jacques Pradel (1990-1997)
- Philippe Risoli (1988-2001)
- Bruno Roblès (1997-2008)
- Thierry Roland (1984-2004)
- Patrick Roy (1987-1992)
- Patrick Sabatier (1976-1987/1988-1992)
- Patrick Sébastien (1984-1987/1988-1996)
- Pascal Sevran (1984-1991)
- Nathalie Simon (1991-1994/1995-2000)
- Anne Sinclair (1984-1997)
- Bernard Tapie (1986-1987)
- Roger Zabel (1989-2001)
- Léon Zitrone (1985-1990)
- Stéphane Bern (1994-2003)
- Sylvain Augier (1987-1988)
- Valérie Pascal (1995-1997)

### Žurnalisté
- Julien Arnaud
- Benjamin Cruard
- Marie-Laure Augry (1975-1991)
- Jean-Claude Bourret (1975-1987)
- Dominique Baudis (1975-1980)
- Jean-Pierre Berthet (1975-2006)
- Gilles Bouleau
- Dominique Bromberger (1975-1995)
- Francine Buchi (1983-2008)
- Claire Chazal
- Anne-Claire Coudray
- Audrey Crespo-Mara
- Marie-France Cubadda (1986-1987)
- Jean-Loup Demigneux (1975-1995)
- Michel Denisot (1975-1977)
- Alain Denvers (1975-1987)
- Patrice Drevet (1984-1986)
- Laurence Ferrari (2002-2006/2008-2012)
- Roger Gicquel (1975-1981)
- Thomas Hugues (1994-2006)
- Ladislas de Hoyos (1975-1992)
- Françoise Kramer (1983-1984)
- Anne-Sophie Lapix (2006-2008)
- Jean Lefèvre (1982-1992)
- Jacques Legros
- Bruno Masure (1975-1990)
- Yves Mourousi (1975-1988)
- Jean-Claude Narcy (1975-2011)
- Christine Ockrent (1987-1988)
- Jean Offredo (1983-1999)
- Jean-Pierre Pernaut
- Claude Pierrard (1975-1977)
- Patrick Poivre d'Arvor (1987-2008)
- Joseph Poli (1975-1988)
- Harry Roselmack
- Pierre-Luc Séguillon (1983-1987)
- Claude Sérillon (1984-1985)
- Anne Sinclair (1984-1997)
- Paul Amar (1996-1997)

## Loga

25. červenec 1964 – 5. leden 1975
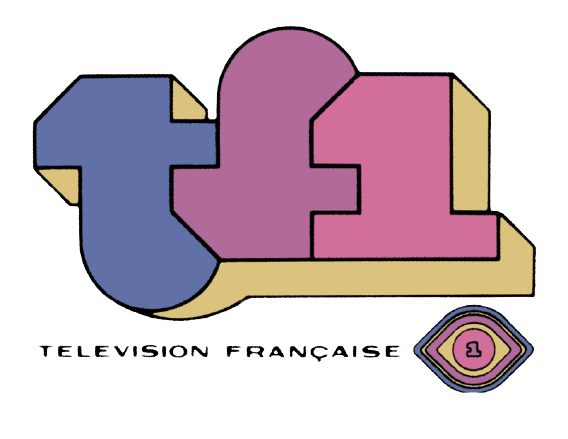
6. leden 1975 - 2. září 1984
2. únor 1990 – 10. červenec 2006
1.. červenec 2006 – 27. září 2013
28. září 2013 -